# Socialistična republika Hrvaška
Socialistična republika Hrvaška  je bila ena od šestih konstitutivnih republik Socialistične federativne republike Jugoslavije. Obsegala je ozemlje današnje Republike Hrvaške.